# Salvarani (equip ciclista)

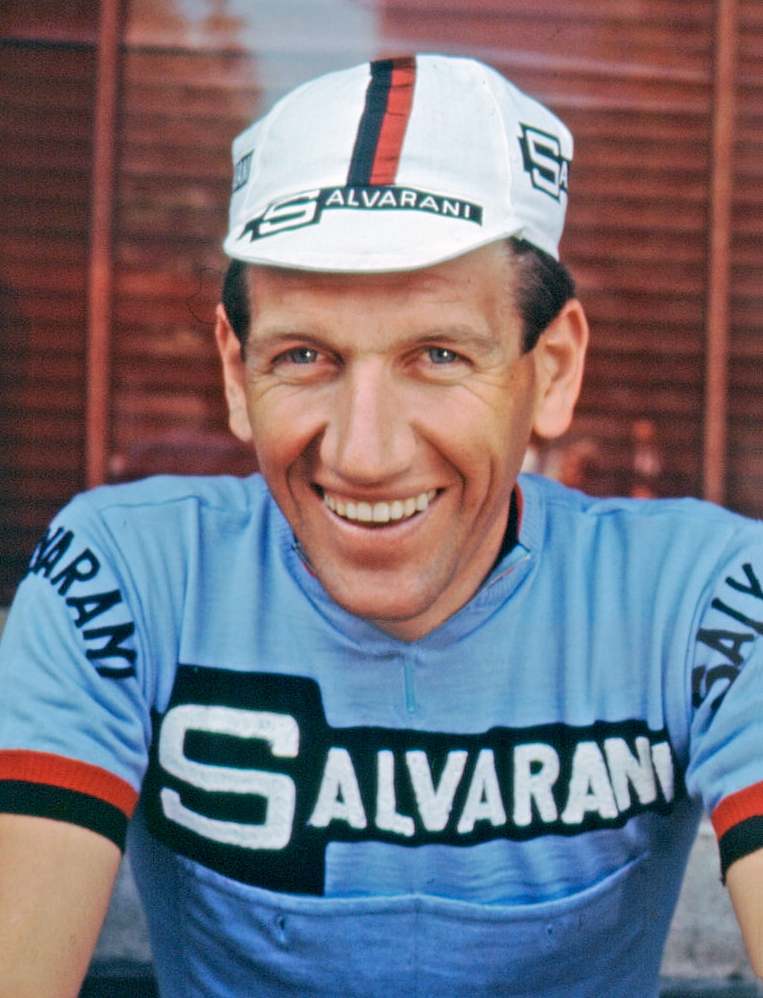
Vittorio Adorni al 1966

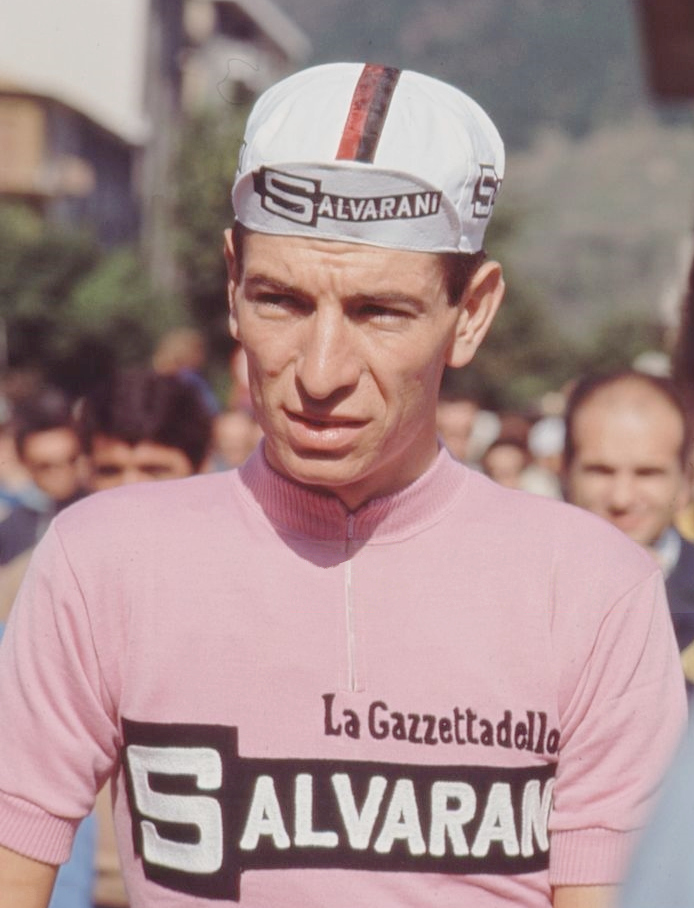
Felice Gimondi al 1967

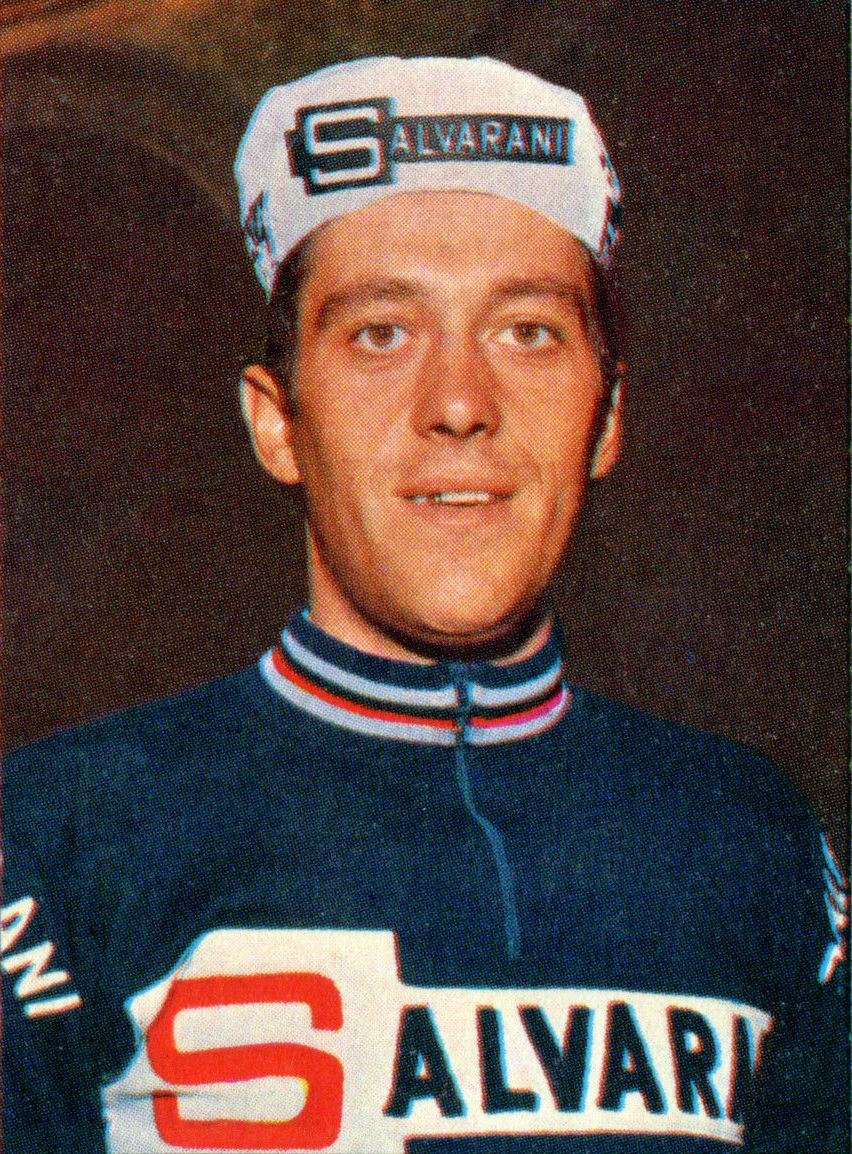
Antoine Houbrechts al 1971

L'equip Salvarani va ser un equip ciclista italià, de ciclisme en ruta que va competir de 1963 a 1972.
Va néixer com a successor de l'antic equip Ghigi. Al llarg dels deu anys d'existència va guanyar tres cops els Giro d'Itàlia, i un cop el Tour de França i la Volta a Espanya. Va competir també en ciclisme en pista i en ciclocròs. Va desaparèixer després de la temporada de 1972. Es considera l'èquip Bianchi-Campagnolo el seu continuador l'any següent.
A la seva plantilla ha tingut grans ciclistes com Vittorio Adorni, Felice Gimondi, Rudi Altig o Walter Godefroot, entre molts altres.

## Principals resultats
- Giro de Sardenya: Arnaldo Pambianco (1963), Vittorio Adorni (1964), Marino Basso (1972)
- Fletxa Brabançona: Arnaldo Pambianco (1964)
- Tour de Romandia: Vittorio Adorni (1965), Felice Gimondi (1969), Gianni Motta (1971)
- París-Roubaix: Felice Gimondi (1966)
- Volta a Llombardia: Felice Gimondi (1966)
- Tour de Flandes: Dino Zandegù (1967)
- Gran Premi de les Nacions: Felice Gimondi (1967, 1968)
- Milà-San Remo: Rudi Altig (1968)
- Giro de la Romanya: Felice Gimondi (1968), Dino Zandegù (1969), Pietro Guerra (1972)
- Tirrena-Adriàtica: Antoon Houbrechts (1970)
- Volta a Suïssa: Roberto Poggiali (1970)
- Giro de l'Emília: Gianni Motta (1971)
- Volta a Catalunya: Felice Gimondi (1972)

### A les grans voltes
- Giro d'Itàlia
  - 10 participacions (1963, 1964, 1965, 1966, 1967, 1968, 1969, 1970, 1971, 1972)
  - 22 victòries d'etapa:
    - 2 el 1963: Franco Magnani, Arnaldo Pambianco
    - 3 el 1964: Vittorio Adorni (2), Vito Taccone
    - 3 el 1965: Vittorio Adorni (3)
    - 2 el 1966: Vittorio Adorni, Felice Gimondi
    - 2 el 1967: Dino Zandegù (2)
    - 2 el 1968: Felice Gimondi, Luciano Dalla Bona
    - 2 el 1970: Walter Godefroot, Dino Zandegù
    - 4 el 1971: Ercole Gualazzini, Felice Gimondi (2), Pietro Guerra
    - 2 el 1972: Marino Basso, Italo Zilioli

  - 3 classificació finals:
    - Vittorio Adorni (1965)
    - Felice Gimondi (1967, 1969)

  - 2 classificacions secundàries:
    - Classificació per equips: (1965)
    - Classificació per punts: Dino Zandegù (1967)

- Tour de França
  - 6 participacions (1964, 1965, 1969, 1970, 1971, 1972)
  - 10 victòries d'etapa:
    - 3 el 1965: Felice Gimondi (3)
    - 2 el 1969: Rudi Altig, Felice Gimondi
    - 3 el 1970: Walter Godefroot (2), Primo Mori
    - 1 el 1971: Pietro Guerra
    - 1 el 1972: Ercole Gualazzini

  - 1 classificació finals:
    - Felice Gimondi (1965)

  - 3 classificacions secundàries:
    - Premi de la combativitat: Felice Gimondi (1965)
    - Classificació per punts: Walter Godefroot (1970)
    - Classificació per equips: (1970)

- Volta a Espanya
  - 2 participacions (1964, 1968)
  - 6 victòries d'etapa:
    - 6 el 1968: Tommaso De Pra, Rudi Altig (2), Pietro Guerra, Wilfried Peffgen, Felice Gimondi

  - 1 classificació finals:
    - Felice Gimondi (1968)

  - 0 classificacions secundàries: